# Dalton Castle (luchador)
Brett Giehl (Rochester, Nueva York, 4 de marzo de 1986) es un luchador profesional estadounidense conocido como Dalton Castle. Giehl también luchó para Chikara bajo el nombre de Ashley Remington, nombre escogido después de que empezara en Chikara como Dalton Caroline Castle.
Dentro de sus logros destacan haber sido una vez campeón mundial al ser Campeón Mundial de ROH, una vez Campeón Mundial de la Televisión de ROH y 2 veces Campeón Mundial en Parejas de Seis-Hombres de ROH.

## Primeros años
Como niño, Giehl amaba a Randy Savage, y otros de sus favoritos eran Curt Hennig, Davey Boy Smith, y Frank Gotch.
Giehl luchó durante más de 10 años desde lla escuela media hasta la universidad, representando a los troyanos de Grecia Athena High School en 2003, y ganando un torneo de lucha libre en la clase de peso de 171 libras en 2004.. Fue un luchador amateur de la NCAA, ganando un campeonato en Nueva York en lucha greco romana y compitiendo tres veces en el NCAA All-State Team.  También fue miembro del equipo de Estados Unidos, viajando internacionalmente para los Campeonatos Mundiales. En 2010, logró un segundo campeonato en el Beach National, ganando el 1.er lugar en la división de 215 lb representando al WC de Livonia.

## Carrera en la lucha libre profesional

### Comienzos de carrera (2009–2015)
Durante 2009 en Next Era Wrestling (celebrado en el auditorio central en Rochester, Nueva York) después de derrotar a Brett Mednik (18 de abril) y Brandon Thurston (20 de junio) desafió sin éxito a Josh Jordan (el Northeastern Champion) el 18 de julio, pero más tarde harían equipo juntos. El 2 de agosto de 2009, derrotó a Marc Krieger en el evento de Empire State Wrestling (ESW), procediendo el 15 de agosto a perder frente a Bobby Fish. Castle duró un año con ESW hasta que dejó la promoción. En mayo y junio de 2010, tuvo dos luchas por el título contra Krieger por el Northeastern Championship, perdiendo en la primera y ganando la segunda por descalificación. En 2011, Castle regresó a ESW, donde él y compañero ganaron los campeonatos por parejas de ESW tras derrotar a The Rochester Wrecking Crew (Hellcat y Rob Sweet) en ESW WrestleBash. Los tuvieron 238 días hasta que el 1 de junio de 2013 los perdieron ante The Flatliners (Asylum y Matt Burns) en ESW Aftershock. El equipo se separó después.

En noviembre de 2011 Castle trabajó con Internacional Wrestling Cartel (IWC), donde gane el campeonato de peso pesado de la IWC el 14 de diciembre de 2013. Perdió el título el 24 de enero de 2015 ante RJ City en Elizabeth, Pensilvania. Dalton es el segundo campeón peso pesado con el reinado más largo, habiendo tenido el título por 406 días. El 9 de mayo de 2015, Castle enfrentó a Tommy Dreamer por el título en una lucha fatal de 4 esquinas que también incluía a RJ City y Justin LaBar, pero fue derrotado.

### Chikara (2013–2015)
En el evento final de Wrestling Is Intense el 15 de septiembre de 2013, En la lucha de Darkness Crabtree con Jervis Cottonbelly terminó sin reslutado después de que el reformado GEKIDO atacara y derribara el show, con Gekido en última instancia "matando" a Crabtree.
La lucha debut de Remington en Chikara fue el 25 de mayo de 2014, en You Only Live Twice, donde derrotó a Chuck Taylor. Se volvería muy popular entre los fanáticos de Chikara durante la temporada., y acabaría el año con una victoria exitosa frente a Juan Francisco de Coronado, en una lucha de suplex alemán.
En 2015, Remington unió se unió al stable The Battle Hive con Amasis, Fire Ant y Worker Ant. También ganó su tercer punto para la contención del título en 2015 y en el evento de aniversario en mayo, desafió al Grand Champion Hallowicked sin éxito.

### Ring of Honor (2013–2021)
Dalton Castle debutó en Ring of Honor en mayo de 2013. Acompañado por "The Boys" (apodados "Boy 1" y "Boy 2") en enero de 2015, Castle ingresó en el ROH Top Prospect Tournament, perdiendo ante Ashley Sixx en la primera ronda. Donovan Dijak, el ganador eventual del torneo, optó por renunciar a su oportunidad por el Campeonato Mundial de Televisión de ROH contra Jay Lethal para unirse a The House of Truth, lo que provocó que Castle desafiara a Lethal por el título en marzo, Lethal aceptó y derrotó a Castle con ayuda de Dijak y J.  Diesel.
En Globla Wars 2015 a mediados de mayo, Castle derrotó a Donovan Dijak en el primer día, en el segundo perdió contra Jyushin Thunder Liger en una lucha en la que luego declararía que fue su favorita. Recuperando el impulso con victorias sobre Takaaki Watanabe y Romantic Touch en junio, derrotó a Silas Young en Best in the World 2015.  Después en julio perdió con Adam Cole en Before Dishonor XIII, la rivalidad con Silas Young se resumió a que, Young queriendo tomar a los chicos de Dalton y convertirlos en "hombres de verdad". Castle agregó una lucha en All Star Extravaganza con las estipulaciones de que si perdia, Young conseguiría a "The Boys", pero si Young perdia, se convertia en uno de "The Boys" de Castle. Castle posteriormente perdió la lucha, con Silas Young quedándose con "The Boys". Castle enfretó a Young en otro esfuerzo sin éxito en Final Battle, pero a pesar de que "The Boys" aparentemente se pusieron del lado de Young en las semanas previas al evento, se reincorporaron a Castle después de la lucha.
El 6 de febrero de 2016, después de que Dalton derrotara a Jay Diesel (ahora rebautizado por Truth Martini como Joey "Diesel" Daddiego), Silas reveló los nombres de "The Boys" eran Brent y Brandon. Sus "The Boys" perdieron ante Silas y The Bruiser más tarde en el mes. En marzo, después de una pérdida ante Christopher Daniels (debido a una interferencia de Frankie Kazarian), Castle desafió Silas a una para acabar su rivalidad, una lucha tipo "Fight Without Honor". Dalton fue programado para enfrentar al líder del Bullet Club, Kenny Omega el 12 de marzo, pero la lucha nunca sucedió. Castle versus Young pasó el 8 de abril y fue la primera lucha "Fight Without Honor" en el programa de televisión, todos los anteriores solo habían ocurrido en PPV's. Castle ganó con ayuda de "The Boys" quienes atacaron a Young. El 8 de mayo en Global Wars, Castle ganó una lucha de supervivencia de cuatro esquinas para determinar el retador número uno para el Campeonato Mundial de Televisión en la cual también particparon ACH, Adam Page, y Roderick Strong. Después de fallar ganar el título de Bobby Fish en junio en Best in the World 2016, el Castle hizo un triunfante regreso a la televisión con una segunda victoria sobre Roderick Strong el 25 de junio lucha que salió en televisión el 15 de julio. Esta fue la última lucha de Roderick Strong en ROH. En Death Before Dishonor VIII Castle perdió con Okada. El 30 de septiembre de 2016 en All Star Extravaganza VIII Dalton Castle y Colt Cabana derrotaron a All Night Express, War Machine, Shane Taylor y Keith Lee en una lucha cuatro esquinas por eliminación para ganar una oportunidad por los Campeonatos Mundiales en Parejas. En ROH televisión el 19 de noviembre de 2016, Colt Cabana atacó a Dalton Castle y "The Boys" e hizo su turn heel para así acabar con la unión de los dos. En Final Battle Castle derrotó a Colt Cabana. En ROH 15th Anniversary Show él y "The Boys" están programados para desafiar a The Kingdom por los Campeonatos Mundiales de 6 Hombres. En Manhattan Mayhem VI Castle derrotó a Colt Cabana. El 10 de marzo en ROH 15th Anniversary Show Castle y "The Boys" fueron derrotados por The Kingdom (Matt Taven, TK O'Ryan y Vinny Marseglia) esto por los Campeonatos Mundiales de 6 Hombres. El 1 de abril en Supercard de Honor XI Castle fue derrotado por Christopher Daniels en una lucha por el Campeonato Mundial de ROH.
Castle ganó su primer título en ROH el 23 de junio de 2017, cuándo él y "The Boys" derrotaron a Bully Ray y The Briscoes (Jay Briscoe y Mark Briscoe) por los Campeonatos Mundiales de 6 Hombres en Best in the World. Perdieron los títulos frente a Adam Page y The Young Bucks (Nick y Jackson Mates Jackson) el 20 de agosto.
El 15 de diciembre en Final Battle, Castle derrotó a Cody para ganar el Campeonato Mundial de ROH por primera vez. El 9 de marzo en ROH 16th Anniversary show, Castle defendió exitosamente su título frente a Jay Lethal. El 7 de abril, en Supercard of Honor XII, Castle exitosamente defendió el Campeonato Mundial otra vez, esta vez frente a Marty Scurll. El 29 de junio en Best int the World Castle defendió exitosamente su campeonato en una triple amenaza que incluía a Marty Scurll y Cody.
El 30 de junio en ROH Fairfax Excellence perdió su campeonato ante Jay Lethal en una lucha fatal de cuatro esquinas en la que además participaron Cody y Matt Taven.

### Total Nonstop Action Wrestling (2015)
En 2015, Castle compitió dos noches para Total Nonstop Action Wrestling (TNA) en su show televisivo Impact. El 15 de febrero (salido al aire el 6 de mayo) en X-Travaganza 3, fue derrotado en una lucha clasificatoria por el Ultimate X por Rockstar Spud. El 16 de febrero en TNA Gut Check, derrotó a DJ Z para clasificar a una lucha de 5 esquinas por eliminación más tarde esa noche, perdiendo en el segundo lugar frente Tevita Fifita.

## Gimmick y aceptación

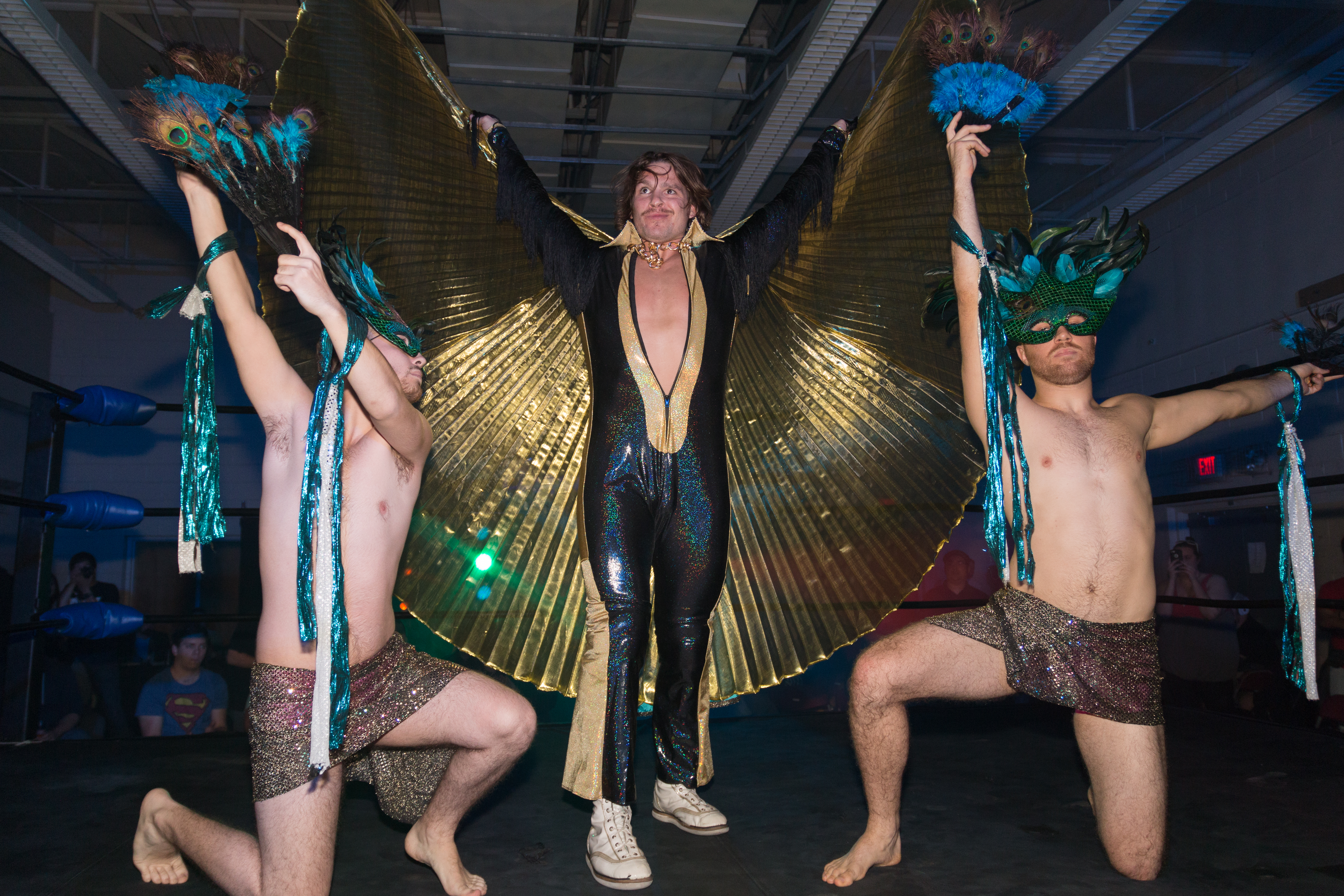
Dalton Castle haciendo su entrada al ring, acompañado por sus "Boys".

El gimmick de Castle es el de un extravagante showman con una personalidad andrógina, haciendo comparaciones con Gorgeous George, Adrian Street, Ric Flair, y Goldust. Sin embargo, a diferencia de los predecesores que han tendido a que ser villanos, Castle suele ser uno de los favoritos de los fanáticos. Castle también ha mencionado algunas estrellas de rock como David Bowie, Freddie Mercury, The Darkness, y Foxy Shazam como inspiraciones. Castle es acompañado con frecuencia por el ring por dos hombres sin camisa, que usan máscaras, conocidos como sus "Boys", que actúan como muebles humanos y entusiastas de Castle durante sus luchas.

## Vida personal
Giehl está casado con una mujer llamada Heather. Es licenciado en comunicaciones y teatro.
En 2011, En 2011, Giehl fue un maestro de ceremonias para WZNE en Rochester, Nueva York, bajo el nombre The Giehl. Durante su mandato en la estación, entrevistó a otro luchador profesional, Kurt Angle. Giehl pasó a trabajar para WQBK-FM desde 2011 hasta 2014, presentando un programa de cinco horas por la tarde en la radio bajo el apodo de Dalton Castle. A partir de enero de 2012, el canal de YouTube de la compañía organizó una serie llamada The Sistershood of the Traveling Tights, donde Castle entrevistó a luchadores profesionales. Sus huéspedes incluyeron a Luke Harper, Velvet Sky, CM Punk, Matt Hardy, y Dean Ambrose.

## En lucha
- Movimientos finales
  - Anchors Away! (Diving headbutt)
  - Bang-A-Rang (Spinning double leg facebuster)[45]
  - Everest German Suplex (Bridging delayed German suplex)
  - Fairy Tale (Double knee facebreaker)
  - Julie Newmar (Elevated keylock con bodyscissors)[45]
- Movimientos de firma
  - Fair Winds (Pumphandle drop)
  - Múltiples variaciones de suplex
    - German
    - Exploder
    - Gutwrench
    - Pumphandle
    - Standing Northern Lights[45]

  - Over-the-shoulder back-to-belly piledriver
  - Rebound hurricanrana, preceded by a tiger feint off the apron[46]
  - Running high knee to a cornered opponent
  - Suicide dive
- Apodos
  - "24/7 Party"[2]
  - "Caroline"
  - "The Charismatic Milkshake"
  - "DC"[47]
  - "Ice Castle"/"Little Castle"/"White Castle"[48]
  - "The Party Peacock"
  - "Peacock of Professional Wrestling"
  - "Smooth Sailin'"
- Temas de entrada
  - "Smooth Sailin'" de Kenny Wootton & Harley Wootton (como Ashley Remington)
  - "I Want It All" de Queen
  - "Dalton Wants It Now" de Adam Massacre (como Dalton Castle)

## Campeonatos y logros
- Empire State Wrestling
  - ESW Tag Team Championship (1 vez) con Will Calrissian[49]

- International Wrestling Cartel
  - IWC World Heavyweight Championship (1 vez)[50]

- Ring of Honor
  - ROH World Championship (1 vez)
  - ROH World Television Championship (1 vez)
  - ROH World Six-Man Tag Team Championship (2 veces) con Boy 1 y Boy 2
  - Soaring Eagle Cup (2017)[51]

- Pro Wrestling Illustrated
  - Situado en el Nº482 en los PWI 500 de 2014[52]
  - Situado en el Nº221 en los PWI 500 de 2015[53]
  - Situado en el Nº176 en los PWI 500 de 2016[54]
  - Situado en el Nº96 en los PWI 500 de 2017[55]
  - Situado en el Nº15 en los PWI 500 de 2018[56]